# Уткин, Герман Михайлович
Герман Михайлович Уткин (1929 — 1992) — профессор, доктор технических наук. Лауреат Государственной премии СССР. Проректор МЭИ в период c 1972 по 1982 год. Был деканом радиотехнического факультета МЭИ, работал заведующим кафедрой радиопередающих устройств.

## Биография
Герман Уткин родился 15 января 1929 года в городе Ульяновске. Его отец, Михаил Михайлович Уткин, работал в Военно-инженерной академии Красной армии им. Куйбышева. Герман Уткин пошел в школу в 1936 году в городе Энгельсе. В 1938 году семья опять переехала, в этот раз — в Москву. В 1941 году они были эвакуированы в город Фрунзе Киргизской ССР.
В сентябре 1941 года отец Германа Уткина погиб на фронте. Семья опять вернулась в Москву, где Герман Уткин в 1946 году окончил школу с серебряной медалью. Его мать, Нина Павловна, работала машинисткой в Военно-инженерной академии Красной армии им. Куйбышева до 1952 года.
Герман Уткин поступил в Московский энергетический институт на радиотехнический факультет. В 1952 году он стал выпускником МЭИ и получил диплом радиоинженера. Институт окончил с отличием. С сентября 1952 года по июнь 1955 года он был аспирантом кафедры радиопередающих устройств МЭИ. Заведующим кафедрой был профессор Сергей Иванович Евтянов. Под его руководством в 1955 году Михаил Уткин выполнил и досрочно защитил кандидатскую диссертацию, ее темой были «Автоколебательные системы с двумя степенями свободы при кратных частотах». Он остался работать на кафедре радиопередающих устройств.
В период с 1956 по 1962 год Герман Уткин публиковал цикл статей в ведущих радиотехнических журналах. Среди них публикация в журнале «Радиотехника» в 1956 году, выпуск № 10.
В 1963 году Герман Уткин опубликовал статью «О символических и укороченных уравнениях нелинейных волновых систем с распределенными параметрами», которая вошла в сборник докладом 2-й Межвузовской конференции по теории и методам расчета нелинейных цепей.
В 1971 году Германа Уткина утвердили в звании профессора. Он участвовал в написании коллективной монографии «Автоматическая подстройка фазового набега в усилителях», которая была опубликована в 1972 году издательством «Советское радио». Другими авторами выступили М. В. Благовещенский, М. В. Капранов, В. А. Иванов, А. В. Хрюнов, Л. А. Белов.
С 1969 по 1972 год был деканом радиотехнического факультета МЭИ. Лауреат Государственной премии СССР.
С 1972 по 1982 год занимал должность проректора МЭИ. С 1973 был заведующим кафедрой радиопередающих устройств.
Герман Михайлович Уткин вместе с М. В. Благовещенским стали авторами учебного пособия «Радиопередающие устройства». В 1984 году в издательстве «Наука» публикуют учебное пособие «Теория колебаний в радиотехнике», авторами которого были М. В. Капранов, Г. М. Уткин, В. Н. Кулешов.
Герман Уткин состоял в экспертном совете Высшей аттестационной комиссии СССР по электронике, был членом редакционной коллегии журнана «Радиотехника». 
Герман Михайлович Уткин умер в 1992 году.

## Награды
- Награжден орденом «Знак Почёта»[7] и медалями.
- В 1986 году был удостоен звания лауреата Государственной премии СССР за создание цикла работ «Фазовая синхронизация в управлении и связи»[8].